# Robert Ambelain
Robert Ambelain (2 de setembro de 1907 - 27 de maio de 1997), escritor francês, autor de várias obras de cunho esotérico.

## Biografia
Robert Ambelain nasceu na cidade de Paris, tendo se tornado membro da Academia Nacional de História e da Associação dos Escritores de Língua Francesa.
Ingressou na Franco-Maçonaria francesa, sendo iniciado na Loja La Jérusalem des Vallés Égyptiennes, do Rito de Memphis-Misraïm, onde viria a ser elevado ao grau de Mestre.
Durante a Segunda Guerra Mundial, juntamente com outros maçons ligado à Resistência, fundou a Loja Alexandria do Egito. Para que pudesse manter a Maçonaria trabalhando durante a ocupação alemã, recebeu todos os graus do Rito Escocês Antigo e Aceito, todos os graus do Rito Escocês Retificado, incluindo o de Cavaleiro Benfeitor da Cidade Santa e o de Professo, todos os graus do Rito de Memphis-Misraïm e todos os graus do Rito Sueco, incluindo o de Cavaleiro do Templo. Em 1962, foi alçado ao Grão-Mestrado mundial do Rito de Memphis-Misraïm e, em 1985, foi promovido a Grão-Mestre Mundial de Honra do Rito de Memphis-Misraïm.
Foi agraciado, ainda, com os títulos de Grão-Mestre de Honra do Grande Oriente Misto do Brasil, Grão-Mestre de Honra do antigo Grande Oriente do Chile, Presidente do Supremo Conselho dos Ritos Confederados para a França, Grão-Mestre da França do Rito Escocês Primitivo e Companheiro ymagier do Tour de France - da Union Compagnonnique dês Devoirs Unis, onde recebeu o nome de Parisien-la-Liberté. 
Além da Maçonaria, participou de outras organizações iniciáticas, como a Ordem Kabbalística da Rosa-Cruz e a Ordem Martinista.
Dentre os livros que escreveu, destacam-se obras sobre Astrologia, I Ching, Tarot, Magia, Alquimia e Cabala.
Foi também autor de obras polêmicas sobre as origens do Cristianismo, como "La Magie sacrée et Jésus ou le mortel secret des Templiers"e "La Vie secrète de Saint Paul".
Morreu em Paris, deixando inconcluso o livro "Finis Gloriae Mundi".

## Jesus segundo Ambelain
Em sua controvertida obra "La Magie sacrée et Jésus ou le mortel secret des Templiers", Robert Amberlain oferece a seguinte versão sobre Jesus:
- Jesus era um líder zelota que lutava contra o domínio romano na Judéia e aspirava tornar-se rei.
- Era filho de Judas de Gamala, que liderou a revolta contra o censo, à época em que a Judéia tornou-se província romana.
- Possuia um irmão gêmeo
- Maria Madalena era sua mulher e teve dele um filho
- Madalena e o filho de Jesus migraram para a Gália (França), onde seus descendentes tornaram-se reis merovíngios
- Os copistas medievais manipularam os textos evangélicos, para esconder a verdadeira natureza de Jesus
- Os Templários conheciam a verdade sobre Jesus, razão pela qual foram exterminados

## Obras
- Éléments d'astrologie scientifique. Les étoiles fixes, les comètes, les éclipses, Paris, J. Betmalle, 1936.
- Traité d'astrologie ésotérique, vol. 1, Paris, Éditions Adyar, 1937.
- Traité d'astrologie ésotérique, vol. 2, L'onomancie, préface de J.-R. Bost, Paris, Éditions Adyar, 1937.
- Lilith, le second satellite de la terre (Éphémérides de 1870 à 1937), Paris, Courtrai, Niclaus, 1938.
- Étude sur l'ésotérisme architectural et décoratif de Notre-Dame de Paris dans ses rapports avec le symbolisme hermétique, les doctrines secrètes, l'astrologie, la magie et l'alchimie, Paris, Éditions Adyar, 1939.
- L'ésotérisme judéochrétien. La gnose et les Ophites. Lucifériens et Rose+Croix, Paris, Niclaus, 1941.
- Traité d'astrologie ésotérique, vol 3, L'Astrologie lunaire, Paris, Niclaus, 1942.
- Au pied des menhirs. Essai sur le celtisme, Paris, Niclaus, 1945.
- Le Martinisme, histoire et doctrine, Paris, Niclaus, 1946.
- Le martinisme contemporain et ses véritables origines, t. I , Paris, Destins, 1948.
- Les Tarots : comment apprendre à les manier, Paris, Niclaus, 1950.
- La Kabbale pratique. Introduction à l'étude de la Kabbale, mystique et pratique, et à la mise en action de ses traditions et de ses symboles, en vue de la théurgie, Paris, Niclaus, 1951.
- Les Visions et les rêves: leur symbolisme prémonitoire, Paris, Niclaus, 1953.
- Les Survivances initiatiques. Templiers et Rose-Croix. Documents pour servir à l'histoire de l'illuminisme, Paris, Éditions Adyar, 1955.
- Le Dragon d'or. Rites et aspects occultes de la recherche des trésors, Paris, Niclaus, 1958.
- Martinez de Pascuallis et le Martinisme, Meaux, 1959. Extrait de la revue L'Initiation, juillet-décembre 1959.
- La Notion gnostique du démiurge dans les Écritures et les traditions judéo-chrétiennes, Paris, Éditions Adyar, 1959.
- L'Alchimie spirituelle, la voie intérieure, Paris, la Diffusion scientifique, 1961.
- L'Abbé Julio (Mgr Julien-Ernest Houssay, 1844-1912), sa vie, son oeuvre, sa doctrine, Paris, la Diffusion scientifique, 1962.
- Le Cristal magique ou la Magie de Jehan Trithème, abbé de Spanheim et de Wurtzbourg (1462-1516), Paris, Niclaus, 1962.
- Scala philosophorum ou la Symbolique des outils dans l'art royal, Paris, 1965.
- Traité des interrogations célestes, t. 1, Paris, N. Bussière, 1964.
- Sacramentaire du Rose-croix, sacralisations, exorcismes, formules de défense et d'action, Paris, la Diffusion scientifique, 1964.
- Rite ancien et primitif de Memphis-Misraïm. Cérémonies et rituels de la maçonnerie symbolique, Paris, N. Bussière, 1967.
- Jésus ou le Mortel secret des Templiers, Paris, Robert Laffont, 1970
- La Vie secrète de Saint Paul, Paris, Robert Laffont, 1972
- Les Lourds Secrets du Golgotha, Robert Laffont, 1974
- Scala Philosophorum, ou la Symbolique des outils dans l'Art royal, Paris, Éditions du Prisme, 1975
- Bérénice ou le Sortilège de Béryte (roman), Paris, Robert Laffont, 1976
- Le Vampirisme, de la légende au réel, Paris, Robert Laffont, 1977